# Голицын, Александр Сергеевич (1789)
Князь Александр Сергеевич Голицын (1789—1858) — русский военный из рода Голицыных, генерал-майор, калишский губернатор. Восьмой сын генерал-аншефа С. Ф. Голицына и Варвары Энгельгардт, любимой племянницы князя Потёмкина.

## Биография
Родился 21 ноября (по другим данным 21 августа) 1789 года в пензенской усадьбе Зубриловка. Образование получил в пансионе аббата Николя.
Ещё с детства записанный в гвардию, службу начал в годы войны с Наполеоном. С 1806 года — портупей-прапорщик лейб-гвардии Семёновского полка. С 4 февраля 1807 года — прапорщик; подпоручик с 1808 года и поручик с 1810 года. Сражался при Гутштадте, Гейльсберге и Фридланде, где был ранен и награждён золотой шпагой «За храбрость».
В 1812 году — поручик Лейб-гвардии Семёновского полка. За храбрость при Бородино 26 августа 1812 года был награждён орденом Св. Владимира 4-й степени с бантом. А за Тарутино 6 октября 1812 года — орденом Св. Анны 2-й степени; за отличие при Дано 27 августа 1813 года ему были пожалованы алмазные знаки к ордену Св. Анны 2-й степени.
С 1815 года — капитан, через год получил чин подполковника и поступил в Лейб-гвардии Уланский Цесаревича полк. С 1818 года служил в Варшаве в чине полковника.
Уйдя в отставку, вновь на воинскую службу вернулся в 1838 году и состоял при главнокомандующем армии. В 1842 году был военным начальником Люблинской губернии. В 1849 году принял участие в Венгерском походе.
Умер 12 (24) сентября 1858 года в Калише, где и был похоронен на местном кладбище.
Имел прозвище «Рыжий» или «Золотой» и увлекался литературой, ему принадлежат несколько рукописных стихотворений на русском и французском языках. Музыкант-любитель, он прекрасно играл на фортепиано и был автором небольших вокальных и инструментальных пьес. «Кавалерийская рысь» была напечатана в «Лирическом альбоме», который в 1829 году издали М. И. Глинка и Н. И. Павлищев. Мария Шимановская сделала концертную транскрипцию его романса «A chaque instant», которая была включена в шестой выпуск сочинений Шимановской под названием «Romance de Monsieur le Prince Alexandre Galitzin arrangée pour le pianoforte et dédiée á ľAuteur par M-me Marie Szymanowska née Wolowska».

Находился в дружеских отношениях с П. А. Вяземским, по словам которого:
Голицын был любим и поляками, и земляками. Отличался он некоторым русским удальством и остроумием; мог много выпить, но никогда не напивался.

## Награды
российские
- Золотое оружие «За храбрость» (1807)
- орден Св. Владимира 4-й степени с бантом (1812)
- орден Св. Анны 2-й степени (1812; алмазные знаки к ордену — 1813)
- орден Св. Владимира 3-й степени (1841)
- орден Св. Станислава 1-й ст. (1846)
- орден Св. Анны 1-й ст. (1849)
- орден Св. Георгия 4-й степени (№ 8847; 1 февраля 1854)

иностранные
- Св. Иоанна Иерусалимского (1804)
- Pour le Mérite (1813)
- шведский орден Меча (1813)
- Орден Красного орла 2-й степени со звездой (1852)

## Семья
Князь А. С. Голицын был женат дважды:
1. жена с 1822 года графиня Каролина Станиславовна Валевская (1778—1846), разведённая жена графа А. Н. Ходкевича; славилась в Варшаве своею красотой и умом. С 1812 года состояла в связи с Голицыным и ещё до вступления с ним в брак родила от него сына. В последние годы из-за политических разногласий супруги жили в разъезде. Умерла 14 февраля 1846 года в бедности в Петербурге.
  - Владимир Александрович (1815—08.11.1846[7]), родился в Варшаве, считался воспитанником Голицына. Получил прекрасное образование в Женеве. Умер в Петербурге от грудной водяной болезни в один год с матерью и с нею же вместе похоронен на Смоленском кладбище.
2. жена Элеонора Осиповна Заржицкая (1823—1895), польская дворянка, которая в 1858 году приняла православие с именем Елена. Имел от второго брака четверых детей:
  - Сергей Александрович (1845—1905), с 28 апреля 1874 года женат на Софье Васильевне фон Шлихтинг (1845—1907);
  - Михаил Александрович (1849—после 1918) — с 16 сентября 1873 до марта 1885 года женат на Павле Ивановне Демидовой, 2-м браком — на княжне Елизавете Петровне Урусовой;
  - Евгения Александровна (1852—1919), инспектриса Смольного института, с 26 января 1869 года супруга князя Николая Николаевича Голицына;
  - Елизавета Александровна (1855—после 1919), с 15 июля 1873 года супруга Николая Николаевича Деревицкого (1845—93).